# Demonax olemehli
Demonax olemehli là một loài bọ cánh cứng trong họ Cerambycidae.